# Воластонит
Воластонит је минерал иносиликат хемијске формуле CaSiO3 из групе пироксеноида. Може садржати мање количине гвожђа, магнезијума и мангана који мењају калцијум. Обично је беле боје. Настаје када кречњак или доломит са примесама бива изложен високим температурама и притисцима понекад у присуству силикатних флуида као код скарнова или контактно метаморфних стена. Минерали у асоцијацији су гранати, везувијан, диопсид, тремолит, епидот, плагиоклас, пироксен и калцит. 
Воластонит се користи у керамичкој индустрији (као ватростални материјал), у производњи кочница и квачила (пружа велики отпор трењу) и као пунило за боју.